# Lijsten van hoge gebouwen
In deze encyclopedie vindt u diverse lijsten van hoge gebouwen. Hieronder volgt een overzicht.

## Volledige lijsten
- Lijst van hoogste bouwwerken ter wereld (chronologisch)
- Lijst van hoogste gebouwen ter wereld

## Naar locatie

### Naar werelddeel
- Lijst van hoogste gebouwen van Afrika
- Lijst van hoogste gebouwen van Azië
- Lijst van hoogste gebouwen van Europa
- Lijst van hoge gebouwen in het Midden-Oosten
- Lijst van hoogste gebouwen van Oceanië
- Lijst van hoogste gebouwen van de Verenigde Staten
- Lijst van hoogste gebouwen van Zuid-Amerika

### Naar land
- Lijst van hoogste gebouwen van België
- Lijst van hoogste gebouwen van Nederland
- Lijst van hoogste wolkenkrabbers van Nederland

### Steden in België
- Lijst van hoogste gebouwen van Antwerpen
- Lijst van hoogste gebouwen van Brussel
- Lijst van hoogste gebouwen van Gent

### Nederland
- Lijst van hoogste gebouwen van Amsterdam
- Lijst van hoogste gebouwen van Almere
- Lijst van hoogste gebouwen van Arnhem
- Lijst van hoogste gebouwen van Delft
- Lijst van hoogste gebouwen van Den Haag
- Lijst van hoogste gebouwen van Eindhoven
- Lijst van hoogste gebouwen van 's-Hertogenbosch
- Lijst van hoogste gebouwen van Groningen (stad)
- Lijst van hoogste gebouwen van Haaglanden
- Lijst van hoogste gebouwen van Haarlem
- Lijst van hoogste gebouwen van Leusden
- Lijst van hoogste gebouwen van Leeuwarden
- Lijst van hoogste gebouwen van Leiden
- Lijst van hoogste gebouwen van Limburg (Nederland)
- Lijst van hoogste gebouwen van Noord-Brabant
- Lijst van hoogste gebouwen van Nijmegen
- Lijst van hoogste gebouwen van Roermond
- Lijst van hoogste gebouwen van Rotterdam
- Lijst van hoogste gebouwen van Tilburg
- Lijst van hoogste gebouwen van Utrecht (stad)

### Steden in de Verenigde Staten
- Lijst van hoogste gebouwen in Chicago
- Lijst van hoogste gebouwen van Los Angeles
- Lijst van hoogste gebouwen van New York (stad)

## Naar materiaal
- Lijst van hoogste houten gebouwen